# Nick Mallett
Nicholas Vivian Howard Mallett, detto Nick (Hertford, 30 ottobre 1956), è un ex rugbista a 15 e allenatore di rugby a 15 sudafricano di origine britannica.
Fu terza linea centro di Western Province e degli Springbok, di entrambi i quali fu anche allenatore; nel 2007 divenne commissario tecnico della nazionale italiana, incarico terminato dopo la Coppa del Mondo 2011; da allenatore del Sudafrica vanta un record internazionale di 17 vittorie consecutive.

## Biografia
Nick Mallett è nato in Inghilterra nel 1956 da Anthony Mallett, insegnante, educatore ed ex giocatore britannico di cricket che, nel 1957, si trasferì in Rhodesia (odierno Zimbabwe) con tutta la famiglia per assumere la docenza di inglese e latino presso il Peterhouse College di Salisbury e, in seguito, in Sudafrica, a Città del Capo, per assumere nel 1963 il rettorato del Diocesan College, istituto di istruzione anglicano.
A Città del Capo Nick Mallett si laureò nel 1977 in letteratura inglese ed entrò nella squadra del Western Province; a cavallo degli anni settanta e ottanta fu in Inghilterra all'Università di Oxford per gli studi di scienze politiche e filosofia, e militò nella rappresentativa universitaria di rugby.
Dopo la laurea tornò in Sudafrica al Western Province con cui vinse la Currie Cup 1982; durante l'estate australe, su consiglio di un suo connazionale che giocava al Parma fu in Italia al Rovigo per la stagione 1982-83; tornato di nuovo in patria vinse altre tre Currie Cup consecutive dal 1983 al 1985.
Nel 1984 disputò inoltre due incontri con gli Springbok, gli unici suoi internazionali, contro il Sudamérica XV in tour in Sudafrica.
Nel 1985, lasciato di nuovo il Sudafrica, fu in Francia a Saint-Claude, dove ebbe le sue prime esperienze di allenatore, ruolo portato avanti per cinque anni insieme a quello di giocatore; dal 1990 al 1994 fu a Boulogne-Billancourt, città dove terminò la sua carriera di giocatore nel 1992.
Tornato ancora una volta in patria, assunse per un biennio la guida del False Bay e, a seguire, dei Boland Cavaliers; nel 1997 divenne commissario tecnico degli Springbok, con i quali si aggiudicò subito il Tri Nations 1998; alla Coppa del Mondo 1999, nel quale il Sudafrica si presentava da campione del mondo uscente, giunse al terzo posto finale dopo aver perso in semifinale contro l'Australia ai tempi supplementari e, nel 2000, presentò le dimissioni da commissario tecnico, ufficialmente in contrasto con la politica federale dei prezzi al pubblico dei biglietti degli incontri.
Nonostante le polemiche, il Sudafrica di Mallett inanellò una serie positiva di 17 vittorie consecutive, record internazionale fino al 2016; la prima vittoria della serie fu il 23 agosto 1997 contro l'Australia a Pretoria e l'ultima il 28 novembre 1998 a Dublino contro l'Irlanda; la serie fu interrotta dall'Inghilterra che vinse la settimana successiva a Twickenham.
Nel periodo 2001-04 fu a Parigi da allenatore dello Stade français, club con cui vinse due campionati consecutivi, nel 2003 e nel 2004; per l'ennesima volta in Sudafrica fu l'allenatore del Western Province e, a settembre 2007, in previsione della sostituzione del francese Pierre Berbizier, dimissionario dopo la fine della Coppa del Mondo, fu chiamato dalla Federazione Italiana Rugby per sostituire il commissario tecnico uscente sulla panchina della nazionale italiana.
Da C.T. dell'Italia, in quattro edizioni del Sei Nazioni Mallett vanta un solo whitewash (2009) e tre cucchiai di legno, con una vittoria nel 2008 e nel 2010 contro la Scozia e una, maggiormente di prestigio, nel 2011, contro la Francia per 22-21, con la prima conquista del Trofeo Garibaldi; l'incarico di Mallett terminò alla fine della spedizione italiana alla Coppa del Mondo 2011, dopo la quale tornò in Sudafrica per seguire la famiglia; è stato una tantum selezionatore dei Barbarians ma dalla fine della conduzione tecnica in Italia non ha più ricoperto incarichi tecnici permanenti.

## Palmarès

### Giocatore
- Currie Cup: 4
Western Province: 1982, 1983, 1984, 1985

### Allenatore
- Campionati francesi: 2
Stade francais: 2002-03, 2003-04